# Jürgen Fanghänel
Jürgen Fanghänel (Limbach-Oberfrohna, 1º agosto 1951) è un ex pugile tedesco.

## Palmarès

### Olimpiadi
- 1 medaglia[1]:
  - 1 bronzo (Mosca 1980 nei pesi massimi)

### Europei dilettanti
- 2 medaglie[1]:
  - 1 argento (Monaco di Baviera 1982 nei pesi massimi)
  - 1 bronzo (Belgrado 1978 nei pesi massimi)